# Gerhard Herder

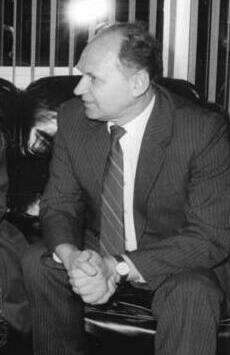
Gerhard Herder, 1987

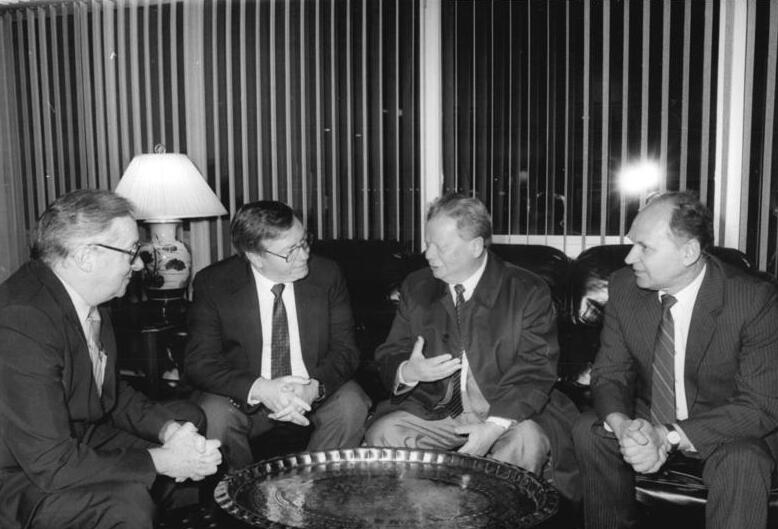
Gerhard Herder (erster von rechts) mit Francis J. Meehan (erster von links), William Bodde Jr. (zweiter von links) und Hermann Axen (zweiter von rechts) in Washington, D.C. im Jahr 1987

Gerhard Herder (* 13. August 1928 in Alt Bagnowen, Landkreis Sensburg, Ostpreußen) ist ein ehemaliger deutscher Diplomat. Er war Botschafter der Deutschen Demokratischen Republik im Libanon (1973),  in den USA (1983–1990) und in Kanada (1983–1988). Von 1974 bis 1983 war er Leiter der DDR-Delegation beim Genfer Abrüstungsausschuss und ab 1979 gleichzeitig Ständiger Vertreter bei der UNO und den Internationalen Organisationen in Genf.

## Leben
Herder, Sohn eines Tischlers, besuchte die Oberschule und erwarb das Abitur. Er wurde Luftwaffenhelfer und geriet in sowjetische Kriegsgefangenschaft.
Nach der Rückkehr aus der Gefangenschaft im Jahr 1949 wurde er Mitglied der FDJ und der SED. Er war als hauptamtlicher FDJ-Funktionär tätig und war seit 1953 Leiter der Abteilung Internationale Verbindungen im Zentralrat der FDJ, von 1951 bis 1953 studierte er Außenpolitik und Rechtswissenschaften an der Deutschen Akademie für Staats- und Rechtswissenschaften (DASR) in Potsdam-Babelsberg. Ab 1956 arbeitete er als wissenschaftlicher Assistent am Institut für Völkerrecht an der DASR, machte 1958 sein juristisches Staatsexamen und promovierte 1961 zum Dr. jur. Von 1960 bis 1962 war Herder Dozent am Institut für Völkerrecht der DASR.
Seit 1962 arbeitete er für das Ministerium für Auswärtige Angelegenheiten der DDR (MfAA), bis 1963 als Stellvertreter und danach bis 1965 als Leiter der Abteilung Rechts- und Vertragswesen und als wissenschaftlicher Berater des Staatssekretärs Otto Winzer. Von 1965 bis 1967 war er Leiter der Grundsatzabteilung des MfAA. Von 1968 bis 1972 leitete er in der Funktion eines Legationsrates die Handelsvertretung und war von März bis November 1973 Botschafter im Libanon. Von 1974 bis 1983 war er Leiter der DDR-Delegation beim Genfer Abrüstungsausschuss und ab 1979 gleichzeitig Ständiger Vertreter bei der UNO und den Internationalen Organisationen in Genf. Von 1983 bis 1990 war Herder Botschafter in den USA und bis 1988 zweitakkreditiert in Kanada.
Herder ist heute Rentner und lebt in Berlin.

## Schriften
- Der Komsomol – die Vorhut der Sowjetjugend. Aus dem Russischen übersetzt von Gerhard Herder. Hrsg. vom Zentralrat der FDJ. 2., verbesserte Auflage. Verlag Neues Leben, Berlin 1950.
- (zusammen mit Werner Hänisch): Der proletarische Internationalismus, Grundprinzip der Beziehungen zwischen den Staaten des sozialistischen Weltsystems. Unter Berücksichtigung der Herausbildung und der historischen Entwicklung des proletarischen Internationalismus im Klassenkampf des internationalen Proletariats. DASR, Potsdam-Babelsberg 1960 (Dissertation vom 25. Februar 1961).

## Auszeichnungen
- Vaterländischer Verdienstorden in Bronze (1964), in Silber (1978) und in Gold (1988)